# Gyula Kőnig
Gyula Kőnig   (Győr, 16 de desembre de 1849 - Budapest, 8 d'abril de 1913) (o Julius König, tal com signava ell mateix els seus escrits en alemany) va ser un matemàtic hongarès, conegut per haver fet una demostració que refutava la hipòtesi del continu, però que es va demostrar falsa poc més tard.

## Vida i Obra
König va estudiar al institut de la seva vila natal, Györ, on va destacar en literatura. Això no obstant, quan va acabar els seus estudis secundaris als setze anys, va anar a la universitat de Viena per estudiar medicina. Poc després es va traslladar a la universitat de Heidelberg per dedicar-se a l'estudi de les ciències naturals i de la medicina. El 1870 va obtenir el doctorat amb una tesi sobre les funcions modulars que li va dirigir Königsberger. Tot i així el seu primer article publicat, va ser un article de medicina escrit a suggeriment de Helmholtz. Abans de tornar al seu país, va passar un semestre a la universitat de Berlín, on va seguir les classes de Weierstrass i de Kronecker.
El 1873 va ser nomenat professor del Pedagógusképző Kara (Escola de Magisteri), i també de la Universitat Tècnica de Budapest un any més tard. Va arribar a ser degà de la facultat de ciències i rector de la universitat. Es va retirar el 1905 i va dedicar la última part de la seva vida a estudiar lògica, teoria de conjunts i aritmètica.
El seu fill Dénes també va ser un reconegut matemàtic i el seu fill György va ser un conegut historiador de la literatura.
König va publicar nombrosos articles d'anàlisi matemàtica. La seva obra més important va ser Einleitung in die allgemeine Theorie der algebraischen Gröszen (Introducció a la teoria general de les quantitats algebraiques (1903), amb el que desenvolupava les idees de Kronecker sobre nombres i corbes algebraiques i que va ajudar a difondre les idees dels ideals polinomials.
No se sap quan König es va començar a interessar per la teoria de conjunts, però el 1904, en el Congrés Internacional dels Matemàtics de Heidelberg, va presentar una ponència en la que demostrava la falsedat de la hipòtesi del continu perquè la cardinalitat del continu, segons demostrava, no és un aleph ({\displaystyle \aleph }). El impacte d'això va ser tan gran, que es van suspendre la resta de ponències del dia perquè tothom pogués assistir a la de König. El seu contingut era correcte i no va defraudar ningú, però poc després es va posar de manifest que König havia basat la demostració en un teorema de Bernstein (1901) que no és vàlid pels ordinals límit amb cofinalitat {\displaystyle \omega }.

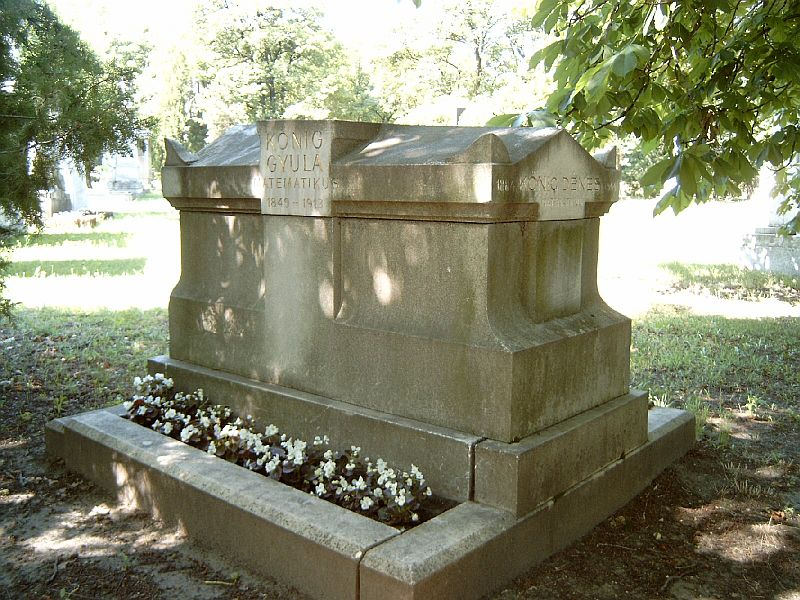
Tomba de Gyula i Dénes König a un cementiri de Budapest

En morir, va deixar pràcticament acabat un llibre que es va publicar de forma pòstuma (1914) amb el títol de Nous fonaments de la lògica, l'aritmètica i la teoria de conjunts, en el que basa les matemàtiques en consideracions molt més filosòfiques, que l'aproximen a les tesis del intuïcionisme.